# Jodovodonik
Jodovodonik (HI) je diatomski molekul. Vodeni rastvor HI je poznat kao jodovodonična kiselina. Ona je jaka kiselina. HI se koristi u organskoj i neorganskoj sintezi kao jedan od primarnih izvora joda i kao redukujući agens.

## Osobine
je bezbojan gas koji reaguje sa kiseonikom i proizvodi vodu i jod. Sa vlažnim vazduhom, HI daje maglu (ili paru) jodovodonične kiseline. On je izuzetno rastvorna u vodi.

### Jodovodonična kiselina
Jodovodonična kiselina je rastvor čistog HI u vodi. Komercijalna jodovodonična kiselina obično sadrži 57% HI po masi. Rastvor formira azeotropnu smešu koji ključa na 127°C sa 57% HI, 43% voda. Jodovodonična kiselina je jedna od najjačih kiselina usled visoke stabilnosti njene konjugovane baze. Jodidni jon je najveći od svih uobičajenih halida, te je negativni naboj raspoređen preko velikog prostora. U kontrastu s tim, hloridni jon je znatno manji, i stoga je njegovo naelektrisanje koncentrovanije, što dovodi do jačih interakcija između protona i hloridnog jona. Slabija H+---– interakcija HI molekula pospešuje disocijaciju protona od anjona, i ona je razlog da je HI najjača kiselina među hidrohalidima (teoretski izuzev astatovodonične kiseline).

## Priprema
Industrijska priprema HI se vrši reakcijom I2 sa hidrazinom, pri čemu se oslobađa i gasoviti azot.
Kad is izvodi u vodi, neophodno je da se destiliše HI.
HI se isto tako može destilisati iz rastvora  ili drugih alkalnih jodida u koncentrovanoj hipofosforastoj kiselini. Sumporna kiselina se ne može koristiti jer ona oksiduje jodid do elementarnog joda.
 se može pripremiti provođenjem vodonik sulfida kroz vodeni rastvor joda. Time se formira jodovodonična kiselina koja se zatim destiliše, i elementarni sumpor koj se može izfiltrirati.
 se može pripremiti kombinovanjem H2 i 2. Ovaj metod se obično primenjuje za dobijanje materijala visoke čistoće.

## Literatura
- Wiberg, Egon; Wiberg, Nils; Holleman, Arnold Frederick (2001). Inorganic chemistry. Academic Press. стр. 371, 432—433. ISBN 978-0-12-352651-9.

## Spoljašnje veze
- Karta međunarodne hemijske bezbednosti 1326